# إبراهام توبياس بواس
إبراهام توبياس بواس (بالهولندية: Abraham Tobias Boas) هو حاخام هولندي، ولد في 25 نوفمبر 1844 في أمستردام في هولندا، وتوفي في 20 فبراير 1923.